# 버추어 파이터 3
버추어 파이터 3(Virtua Fighter 3)는 1994년 버추어 파이터 2의 속편이자 1996년 세가가 개발 및 출판한 버추어 파이터 시리즈의 세 번째 격투 게임이다. 세가 모델 3 시스템 보드에서 실행되는 최초의 아케이드 게임이었다.
전작과 마찬가지로 버추어 파이터 3는 전 세계적으로 30,000개의 아케이드 캐비닛을 판매하면서 아케이드 분야에서 큰 성공을 거두었다. 일본에서는 1996년에 네 번째로 높은 수익을 올린 아케이드 게임이자 1997년에 전체적으로 가장 높은 수익을 올린 아케이드 게임이었다. 세가 새턴용 포트가 발표되었지만 결국 취소되었다. 그러나 이 게임은 결국 드림캐스트로의 전환 형태로 가정용 게임기에 도달했다.

## 평가
| 통합 점수          | 통합 점수    |
| 통합사             | 점수         |
| ------------------ | ------------ |
| 게임랭킹스         | 79% (DC)     |
| 평론 점수          |              |
| 평론사             | 점수         |
| 올게임             | (ARC) · (DC) |
| 에지               | 8/10 (DC)    |
| EGM                | 9/10 (ARC)   |
| 패미츠             | 36/40 (DC)   |
| 게임스팟           | 8.2/10 (DC)  |
| IGN                | 8.7/10 (DC)  |
| 넥스트 제네레이션  | (ARC) · (DC) |
| Consoles +         | 96% (DC)     |
| DC-UK              | 9/10 (DC)    |
| Dreamcast Magazine | 30/30 (DC)   |
| Video Games        | (DC)         |

| 수상                         | 수상                                                                  |
| 평론사                       | 수상                                                                  |
| ---------------------------- | --------------------------------------------------------------------- |
| 5th GameFan Megawards (1996) | Coin-Op Game of the Year                                              |
| 10th Gamest Awards (1996)    | Best Graphics (1st), Game of the Year (4th), Best Fighting Game (5th) |
| Edge (1998)                  | Graphical Achievement                                                 |